# Musique underground tunisienne
La musique underground tunisienne se réfère à la musique interprétée par des artistes tunisiens dans un style différent de celui du courant considéré comme classique. Elle est souvent désignée comme une musique alternative.

## Terminologie
Les premières apparitions dans les médias écrits du terme « underground » en rapport avec la musique datent de mars 2006 sous la plume du journaliste Kerim Bouzouita. L'utilisation de ce terme pour définir une scène musicale arabe revêt une signification légèrement différente de celle généralement connue en Occident. Étant donné que la scène musicale contemporaine en Tunisie rassemble un nombre limité de styles musicaux, la musique underground inclut tous les artistes ou groupes qui chantent ou composent dans un genre différent : rap, rock 'n' roll, metal, musique électronique, reggae, etc.

## Exposition médiatique
L'intérêt médiatique quant à la scène underground en Tunisie est longtemps resté relativement limité et se cantonnait à quelques interventions sporadiques qui viennent donner échos à l'actualité des festivals en cours. Longtemps exclus des médias officiels, focalisés sur la musique commerciale, la musique underground se popularise à travers les réseaux sociaux et Internet en général ; le duo Si Lemhaf voit également un rôle grandissant dans les années à venir pour les webradios. Dans ce contexte, le site web Tunizika s'illustre particulièrement dans sa diffusion grâce à ses podcasts, tout comme le portail Tunizik. Les groupes ZeMeKeN et Neshez sont quant à eux des pionniers sur le web.
La radio RTCI consacre dès 2000 une émission hebdomadaire animée par Karim Ben Amor et Wassim Amara, ZanZanA, consacrée à la scène rock. Seule émission du monde arabe à s'intéresser et à promouvoir ce genre musical, elle devient au fil des années le principal promoteur de la culture underground. Elle s'accompagne d'un site web, d'un forum, d'un blog et d'une webradio. Une autre radio, Jawhara FM, consacre dès juillet 2005 l'émission hebdomadaire Oasis, le rendez-vous de l'underground tunisien à la scène underground sous la direction d'Elyes Slim Ghedira plus connu par son pseudonyme de Adonis. Après la révolution de 2011, Mosaïque FM lance à son tour l'émission quotidienne Hack Track.
Durant le ramadan 2011, Hannibal TV diffuse quant à elle Urban fen, la première émission de téléréalité consacrée aux arts de la rue, coproduite par le rappeur K2Rhym ; Jackou, rappeur issu du quartier tunisois de Djebel Jelloud, remporte la compétition, avec à la clé un clip tourné à Dubaï et un premier disque sous un label affilié à Virgin Middle East.
Selon Neyssatou, l'absence de consommateurs provient aussi « de la peur d'être associé au produit ».

## Genres
Bien qu'encore jeune, la scène underground tunisienne est en croissance rapide. Les années 2000 voient l'émergence d'un grand nombre de nouveaux groupes qui s'adonnent à différents styles musicaux. Cependant, les scènes les plus actives restent indiscutablement le rap et le rock.

### Rap
Le rap apparaît avec Slim Larnaout dès 1993 mais se limite d'abord à une sphère d'initiés ; il n'émerge réellement qu'au tournant des années 2000, avec l'arrivée d'Internet, en particulier des réseaux sociaux, et la miniaturisation des studios. En effet, si cette scène rap est très active et productive, avec les labels Rebel Records de Fawez Zahmoul et X-Master Production de Brigade Parazit's, elle est longtemps occultée par les médias et souffre du manque de soutien, voire de la répression du régime, notamment en raison du caractère contestataire du contenu de titres dénonçant les injustices sociales, le chômage ou la corruption.
Les premiers disques d'artistes comme Filozof, T-Men, Wled Bled ou Alliance Arabica sont alors diffusés, dans un contexte de piratage massif, et certains artistes comme Balti (membre de Wled Bled) tentent de monter sur scène dans le cadre de divers festivals, même s'ils sont contraints d'adopter un langage jugé mainstream. Balti — l'un des pères fondateurs du hip-hop en Tunisie — et Mascott participent ainsi à des concerts durant les campagnes électorales de Zine el-Abidine Ben Ali en 2004 et 2009, d'autres font de la publicité.
Cependant, quelques artistes s'inscrivent dans la contestation comme Bendir Man, Lak3y, Ferid El Extranjero, Mounir Troudi, Mos Anif, DJ Costa et Karkadan. Lak3y, mais aussi El General ou Psyco-M, font partie des rappeurs dont l'exposition médiatique bénéficie de la révolution de 2011, sur une scène musicale en plein essor : un premier concert de rap est ainsi organisé le 29 janvier 2011 à Tunis avec l'apparition de Mohamed Ben Hamada, Psyco-M, El General et Mohamed Ali Ben Jemaa. Si certains comme Lak3y, L'Imbattable et DJ Costa vivent une vraie contre-culture, d'autres adoptent un discours religieux et moralisateur, à l'image de Psyco-M qui s'en prend dans une chanson polémique à des intellectuels et artistes jugés trop éloignés de la morale de l'islam,.
Le rap tunisien attire surtout des hommes jeunes : les hommes de 18 à 25 ans représentent en effet 40 % du public.

### Rock
Si les concerts de metal se passent dans un premier temps dans les universités, l'évolution de la scène rock et l'arrivée de nouveaux groupes conduisent les différents acteurs à chercher des structures plus adaptées, comme le Centre culturel et sportif d'El Menzah VI. Dans le même temps, le Festival méditerranéen de la guitare permet depuis 2004 aux groupes de monter sur scène. Cependant, la problématique financière, due à l'absence de sponsors et de producteurs, limite le développement des groupes : il conduit à un déficit en termes de locaux de répétition ou de concert ; les membres des groupes sont alors contraints de financer eux-mêmes leurs activités.
Les préjugés vis-à-vis de la musique metal, accusée de satanisme, d'évangélisme et de pratiques démoniaques, ont terni l'image de la scène rock, ce qui se traduit par un manque d'intérêt médiatique. Si la 18e édition du Festival de la musique tunisienne a sélectionné le groupe Barzach pour le prix du meilleur groupe tunisien dans le cadre de sa compétition officielle, en mars 2007, cette exposition est restée sans suite, si l'on excepte la participation de Zaher Zorgati, membre du groupe Myrath, à la Star Academy Arabia.
Plus d'une cinquantaine de groupes se partagent la scène rock tunisienne, dont Yram, White Creek, Damned Sorrow, Not Dead Yet, Barzach, Vielikan, Carthagods et Myrath ; de plus en plus d'entre eux chantent en arabe plutôt qu'en anglais comme Barzach ou Yram. D'autres, comme Madchoc et Mysiria ont toutefois disparu.